# Gerald Morkel
Gerald Morkel (ur. 2 lutego 1941 w Retreat, zm. 9 stycznia 2018) – południowoafrykański polityk i samorządowiec, były premier Zachodniej Prowincji Przylądkowej (1998–2001) oraz burmistrz Kapsztadu (2001–2002).
W 1984 został wybrany do Izby Reprezentantów z ramienia Partii Pracy z okręgu Retreat. Po zniesieniu apartheidu przeszedł do Partii Narodowej, której został szefem w Prowincji Przylądkowej Zachodniej. W 1997 znalazł się wśród członków założycieli Nowej Partii Narodowej. Rok później uzyskał nominację na urząd premiera Prowincji Przylądkowej Zachodniej, który sprawował do 2001. W latach 1998–2001 pozostawał członkiem NNP i działaczem Aliansu Demokratycznego, po wystąpieniu narodowców z koalicji pozostał w AD. Po ustąpieniu z urzędu premiera w 2001 został wybrany burmistrzem Kapsztadu, funkcję pełnił do 2002, po czym został odwołany w wyniku oskarżeń o przestępcze związki z Jurgenem Harksenem.
Zasiadał w Radach Miasta Kapsztadu oraz Steenbergu. W 2011 odszedł z aktywnego życia politycznego.
Był miłośnikiem krykieta. Przez jedenaście lat był przewodniczącym Klubu Krykietu w Kapsztadzie. Miał trzech synów: Gartha, Kenta i Craiga, którzy również zajmują się polityką.